# Специјалиста
Специјалиста (енгл. The Specialist) је акциони трилер филм из 1994. који је режирао Луис Љоса. Главне улоге играју: Силвестер Сталоне, Шерон Стоун, Ерик Робертс и Џејмс Вудс.

## Радња
Капетан Реј Квик (Силвестер Сталоне), некадашњи ЦИА специјалац, стручњак за експлозиве, који је напустио службу након што је са колегом пуковником Недом Трентом (Џејмс Вудс) направио кобну грешку при чему су страдали недужни људи.
Годинама Реј живи повучено у Мајамију покушавајући да избегне сваку везу са прошлим временима. Међутим, из учмалости ће га подићи лепа Меј Манро (Шерон Стоун) која ће га замолити да се освети моћној мафијашкој породици Леон која је убила њене родитеље. Реј је у први мах одбија, али сазнање да његов некадашњи партнер Нед штити ову породицу биће довољно да промени одлуку.

## Улоге
| Глумац               | Улога                     |
| -------------------- | ------------------------- |
| Силвестер Сталоне    | Капетан Реј Квик          |
| Шерон Стоун          | Меј Манро                 |
| Ерик Робертс         | Томас Леон                |
| Џејмс Вудс           | Пуковник Нед Трент        |
| Род Стајгер          | Џо Леон                   |
| Марио Ернесто Санчез | Чарли                     |
| Серхио Доре млађи    | Бил, мафијашки утеривач   |
| Ентони Короне        | вешти стрелац/снајпериста |
| Чејс Рандолф         | Стен Манро                |
| Џина Бел             | Алис Манро                |

## Зарада
Филм је у САД зарадио 57.362.582$.
- Зарада у иностранству - 113.000.000$
- Зарада у свету - 170.362.582$